# Circulifolium microdendron
Circulifolium microdendron là một loài Rêu trong họ Neckeraceae. Loài này được (Mont.) S. Olsson, Enroth & D. Quandt miêu tả khoa học đầu tiên.